# Diego Calvo
Artikeln följer den spanska namnseden; faderns efternamn är Calvo och moderns efternamn Fonseca.
Diego Gerardo Calvo Fonseca (spanskt uttal: [ˈdjeɣo ˈkalβo]), född 25 mars 1991 i San José, är en costaricansk fotbollsspelare som sedan januari 2017 spelar för Pérez Zeledón.
Calvo började sin seniorkarriär i Alajuelense. Inför 2013 gick han till norska Vålerenga. I augusti 2014 lånades han ut till svenska IFK Göteborg för resten av säsongen, med köpoption därefter.